# Takehiko Inoue
Takehiko Inoue (jap. 井上 雄彦 Inoue Takehiko; ur. 12 stycznia 1967 w Isie) – japoński mangaka, znany przede wszystkim z serii Slam Dunk i Vagabond. Wiele jego prac traktuje o koszykówce, a sam Inoue jest wielkim fanem tej dyscypliny sportu.

## Wczesne życie i edukacja
Inoue urodził się w Isie, w prefekturze Kagoshima, i od dziecka interesował się rysowaniem. W szkole podstawowej i gimnazjum należał do klubów kendo i koszykówki, a w tym drugim pełnił funkcję kapitana drużyny. W trzeciej klasie liceum wziął udział w letnich warsztatach w szkole przygotowawczej do studiów artystycznych, planując rozpoczęcie nauki na uniwersytecie artystycznym. Jednak ze względu na wysokie koszty tych szkół ostatecznie zdecydował się na Uniwersytet Kumamoto niedaleko rodzinnego miasta. Tam studiował literaturę. Jego praca zgłoszona do „Shūkan Shōnen Jump” zwróciła uwagę redaktora Taizo Nakamury, co skłoniło Inoue do rzucenia studiów w wieku 20 lat, by przeprowadzić się do Tokio i rozpocząć karierę jako mangaka.

## Kariera
Przed swoim debiutem Inoue był asystentem Tsukasy Hōjō przy pracy nad serią City Hunter. Zadebiutował w 1988 roku mangą Kaede Purple (jap. 楓パープル), która ukazała się na łamach magazynu „Shūkan Shōnen Jump”. Manga ta zdobyła 35. nagrodę Tezuki. Jego pierwszą serią była manga Chameleon Jail z 1989 roku, do której stworzył ilustracje na podstawie scenariusza autorstwa Kazuhiko Watanabe.
Rozpoznawalność zdobył dzięki swojej kolejnej mandze, Slam Dunk, opowiadającej o drużynie koszykówki z liceum Shohoku. Seria była publikowana w czasopiśmie „Shūkan Shōnen Jump” w latach 1990–1996 i sprzedała się w ponad 170 milionach egzemplarzy na całym świecie. W 1995 roku zdobyła 40. nagrodę Shōgakukan Manga w kategorii shōnen, a w 2007 roku została ogłoszona ulubioną mangą Japonii. Seria ta została zaadaptowana na 101-odcinkowy serial anime oraz cztery filmy. Popularność mangi spowodowała wzrost zainteresowania koszykówką wśród japońskiej młodzieży, co doprowadziło do stworzenia przez Inoue i wydawnictwo Shūeisha programu stypendialnego Slam Dunk Scholarship w 2006 roku. Inoue otrzymał również wyróżnienie od Japońskiego Stowarzyszenia Koszykówki za popularyzację koszykówki w kraju.
W maju 1996 Inoue rozpoczął publikację mangi Buzzer Beater na stronie internetowej Sports-i ESPN (obecnie J Sports). Opowiada ona o drużynie koszykówki z Ziemi, która próbuje rywalizować na poziomie międzygalaktycznym. Manga jest dostępna na jego oficjalnej stronie internetowej w czterech językach: japońskim, angielskim, chińskim i koreańskim. W 2005 roku Buzzer Beater zostało zaadaptowane na 13-odcinkowy serial anime. W 2007 roku wyprodukowano drugi sezon, również liczący 13 odcinków. Obie serie zostały zanimowane przez studio TMS Entertainment.
Kolejna manga Inoue, Vagabond, jest adaptacją powieści Musashi autorstwa Eijiego Yoshikawy i przedstawia fikcyjną historię życia Musashiego Miyamoto. W 2000 roku seria zdobyła nagrodę Kōdansha Manga w kategorii ogólnej, natomiast w 2000 otrzymała nagrodę główną podczas 6. edycji nagrody kulturalnej im. Osamu Tezuki. Wyróżnienie to otrzymał razem z innym mangaką, Kentarō Miurą.
W 1999 roku, nadal pracując nad Vagabond, Inoue rozpoczął tworzenie swojej trzeciej mangi koszykarskiej, Real, która koncentruje się na koszykówce na wózkach inwalidzkich. W 2001 roku manga ta zdobyła nagrodę za doskonałość na Japan Media Arts Festival. Inoue stworzył także projekty postaci do gry RPG na konsolę Xbox 360, Lost Odyssey, opartych na wstępnych materiałach dostarczonych przez Hironobu Sakaguchiego. Sakaguchi wybrał Inoue ze względu na jego talent do przedstawiania „ludzi” oraz umiejętność „ilustrowania wewnętrznych emocji postaci”, ponieważ celem gry było zgłębianie ludzkiej natury.
W marcu 2011 roku Inoue namalował duże obrazy przywódcy buddyjskiego Shinrana na dwunastu parawanach, które zostały wystawione w świątyni Hongan-ji w Kioto. Obrazy przedstawiają Shinrana i Hōnena brodzących w wodzie z grupą uczniów oraz wizerunek Shinrana z ptakiem.
W 2013 roku Inoue opublikował ilustrowany pamiętnik z podróży o życiu i architekturze Antoniego Gaudíego, zatytułowany Pepita: Takehiko Inoue Meets Gaudí, w którym szczegółowo opisuje swoje przemyślenia i podróże po Katalonii. W tym samym roku został mianowany przez japońskie Ministerstwo Spraw Zagranicznych ambasadorem obchodów 400-lecia dobrej woli między Japonią a Hiszpanią, które trwały do 31 lipca 2014.
W 2022 roku Inoue zadebiutował jako reżyser, tworząc adaptację anime swojej mangi Slam Dunk, zatytułowaną The First Slam Dunk. Inoue napisał także scenariusz i historię do filmu. W 2024 roku za swoją pracę otrzymał nagrody dla najlepszego reżysera oraz najlepszego scenarzysty na Tokyo Anime Award Festival.

## Twórczość

### Manga
- Chameleon Jail (1989–1990)[1]
- Slam Dunk (1990–1996)[25]
- Buzzer Beater (1996–1998)[11]
- Vagabond (1998–2015) (przerwa)[26]
- Real (od 1999)[17]

### Filmy
- The First Slam Dunk (2022)[23]

### Gry komputerowe
- Lost Odyssey (2006)[27]